# Pereña de la Ribera
Pereña de la Ribera est une commune de la province de Salamanque dans la communauté autonome de Castille-et-León en Espagne.

## Sites et patrimoine
- Pozo de los Humos (es) (puits des fumées en français)
C'est une cascade spectaculaire de plus de 50 m située dans le cours de l'Uces, à son passage sur la commune de Masueco sur la rive gauche et de Pereña de la Ribera sur la rive droite. C'est un des sites touristiques les plus visités du parc naturel de Arribes del Duero
- Pozo Airón (es)

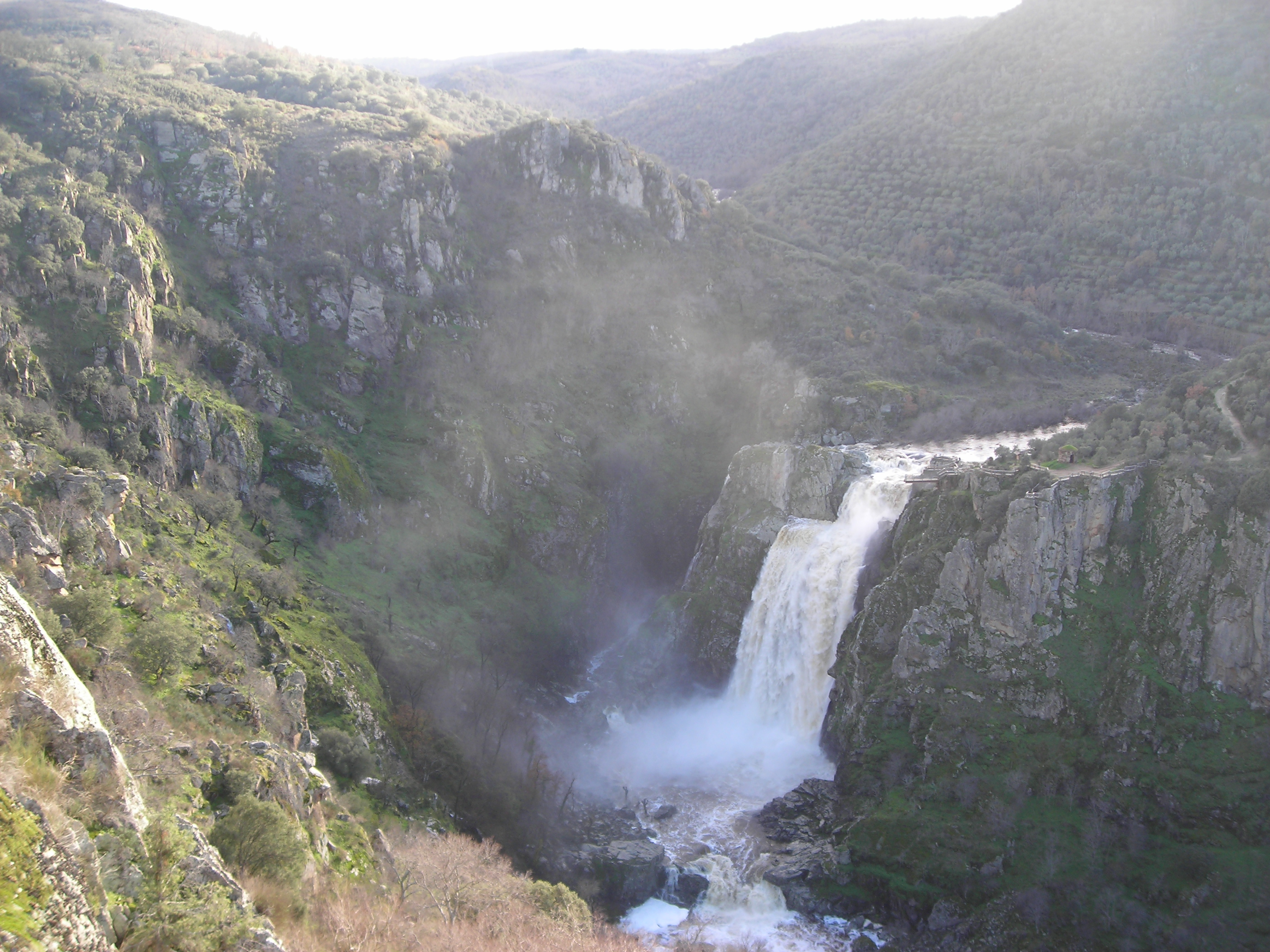
Pozo de los Humos.
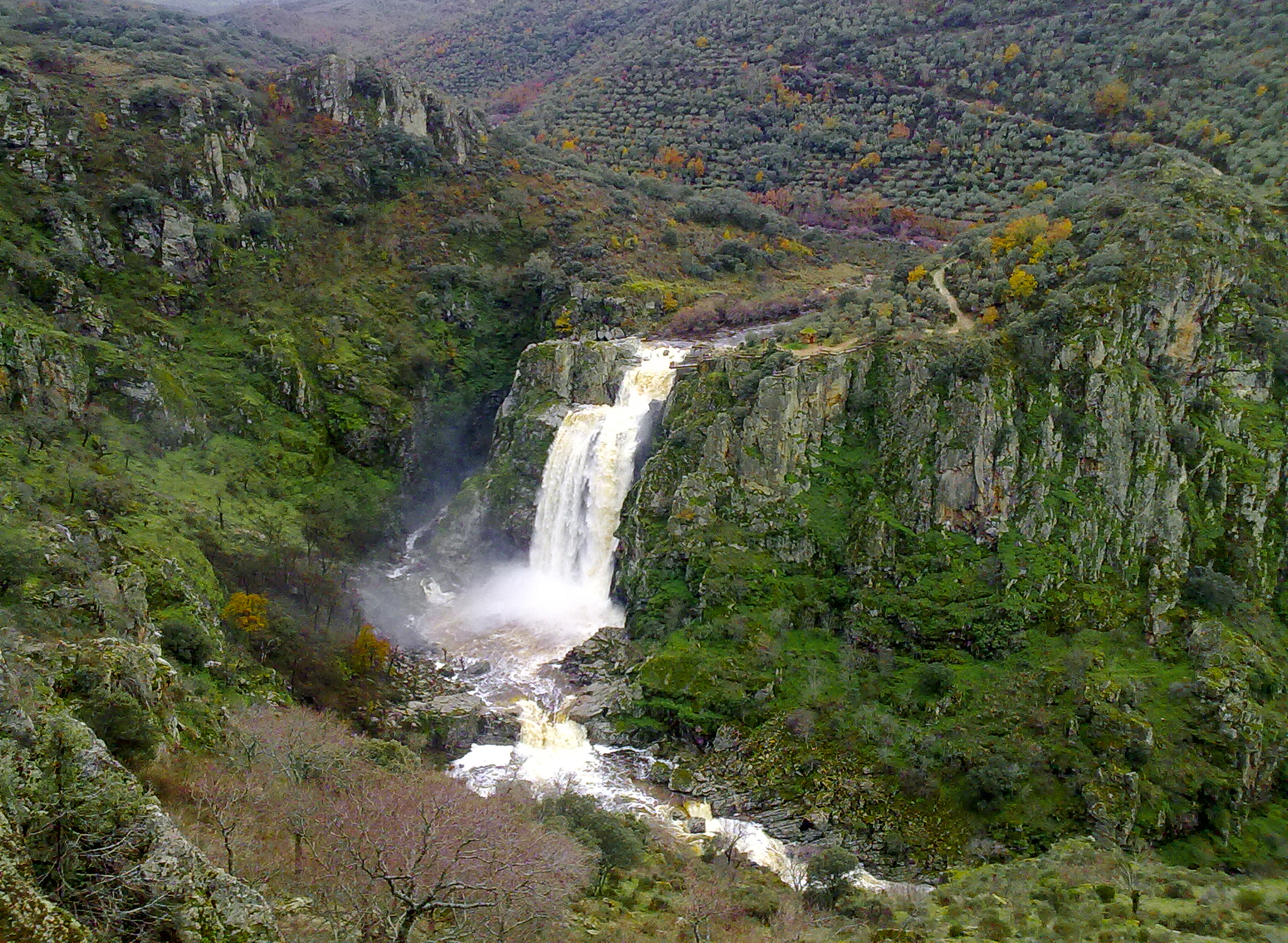
Pozo de los Humos.
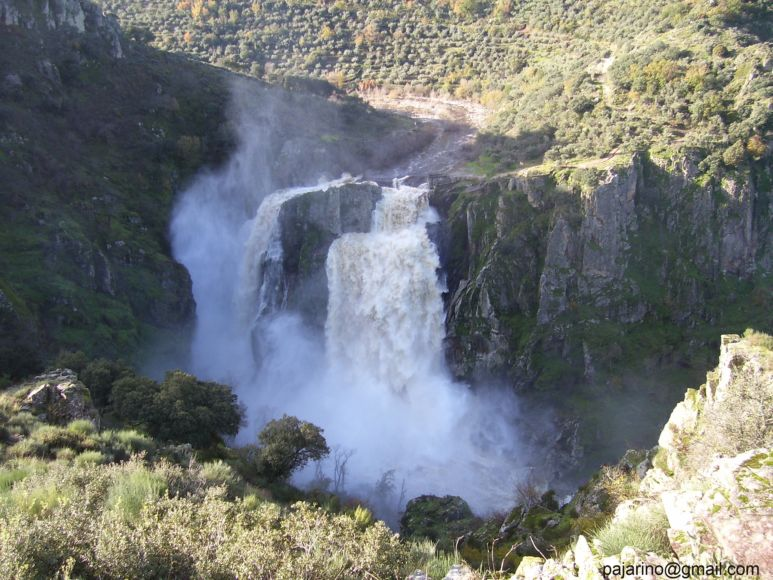
Pozo de los Humos.
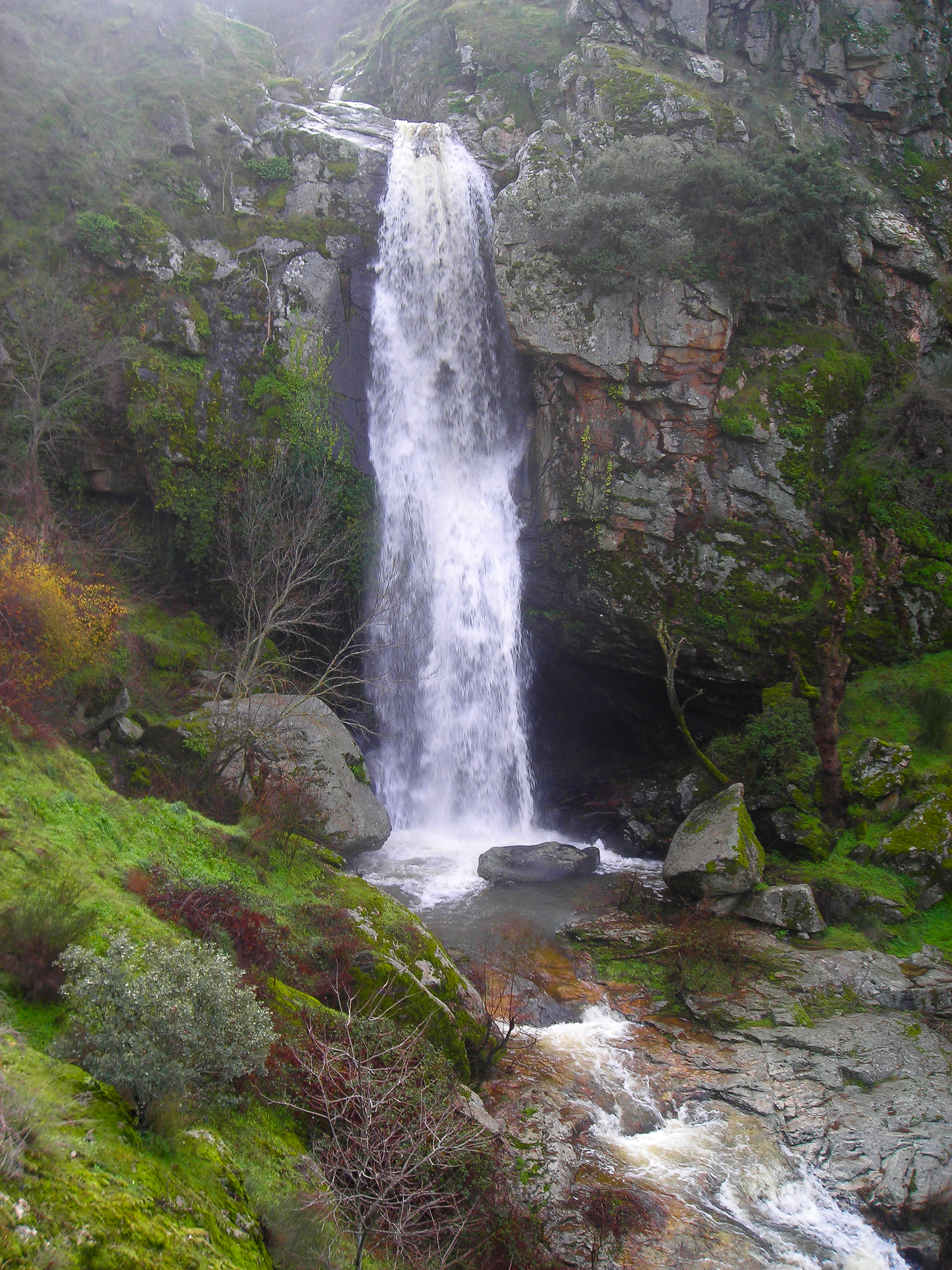
Pozo Airón.